# Ben Lomond (Califòrnia)
Ben Lomond és una població dels Estats Units a l'estat de Califòrnia. Segons el cens del 2000 tenia 2.364 habitants.

## Demografia
Segons el cens del 2000, Ben Lomond tenia 2.364 habitants, 873 habitatges, i 577 famílies. La densitat de població era de 1.086,6 habitants per km².
Dels 873 habitatges en un 36,4% hi vivien nens de menys de 18 anys, en un 48,2% hi vivien parelles casades, en un 11,6% dones solteres, i en un 33,8% no eren unitats familiars. En el 21,9% dels habitatges hi vivien persones soles el 3,6% de les quals corresponia a persones de 65 anys o més que vivien soles. El nombre mitjà de persones vivint en cada habitatge era de 2,66 i el nombre mitjà de persones que vivien en cada família era de 3,09.
Per edats la població es repartia de la següent manera: un 25,9% tenia menys de 18 anys, un 9% entre 18 i 24, un 32,7% entre 25 i 44, un 27,5% de 45 a 60 i un 5% 65 anys o més.
L'edat mediana era de 36 anys. Per cada 100 dones de 18 o més anys hi havia 100 homes.
La renda mediana per habitatge era de 57.241 $ i la renda mediana per família de 59.412 $. Els homes tenien una renda mediana de 40.602 $ mentre que les dones 28.042 $. La renda per capita de la població era de 25.691 $. Entorn del 2,7% de les famílies i el 7,3% de la població estaven per davall del llindar de pobresa.

## Poblacions properes
El següent diagrama mostra les poblacions més properes.